# Milk and Honey (album)
Pour les articles homonymes, voir Milk and Honey.
Albums par John Lennon
The John Lennon Collection
(1982) Live in New York City
(1986)
Albums par Yoko Ono
It's Alright (I See Rainbows)
(1982) Starpeace
(1985)
Albums par John Lennon et Yoko Ono
Double Fantasy
(1980)
Singles
1. Nobody Told Me
Sortie : 6 janvier 1984
2. Borrowed Time
Sortie : 9 mars 1984
3. I'm Stepping Out
Sortie : 15 juillet 1984

Milk and Honey (sous titré A Heart Play) est le 16e album studio de John Lennon, sorti en 1984, et son 3e avec Yoko Ono. C'est donc un album posthume de ce dernier. 

## Historique
Faisant suite à Double Fantasy, Milk and Honey reprend la même forme, en alternant des chansons des deux époux à la tonalité très personnelle. I'm Stepping Out, par exemple, est une évocation du temps passé par Lennon en tant que père au foyer durant cinq ans.
Le travail sur ces chansons avait commencé en 1980, sous la production de Jack Douglas (en), mais l'assassinat de Lennon avait mis fin au projet. Finalement prête à achever le disque, Yoko Ono s'est remise au travail trois ans plus tard après s'être brouillée avec le producteur, finalement non crédité, et la maison de disques Geffen Records qui avait publié l'album précédent.
Sorti en janvier 1984, l'album atteint la troisième place des charts britanniques, et la onzième place des classements américains, où il devient disque d'or. Malgré cela, l'album et les trois singles promotionnels ne connaissent qu'un succès critique mitigé.
Grow Old with Me (en) a été enregistrée en démo par Lennon en novembre 1980, chanson basée sur le poème Rabbi Ben Ezra (en) de Robert Browning. Cette ébauche est aussi remise aux membres des Beatles en 1995, lors de la préparation des albums Anthology mais réjetée, étant déjà placée sur cet album. Elle sera augmentée d'une partition orchestrale de George Martin, l'ex-producteur du groupe, et placée sur la compilation John Lennon Anthology en 1998. Une reprise a ultimement été effectuée par Ringo Starr en 2019 sur son album What's My Name avec Paul McCartney, invité à la basse et aux chœurs.

## Liste des chansons
Face 1
1. I'm Stepping Out (John Lennon) – 4:06
2. Sleepless Night (Yoko Ono) – 2:34
3. I Don't Wanna Face It (Lennon) – 3:22
4. Don't Be Scared (Ono) – 2:45
5. Nobody Told Me (Lennon) – 3:34
6. O'Sanity (Ono) – 1:04

Face 2
1. Borrowed Time (Lennon) – 4:29
2. Your Hands (Ono) – 3:04
3. (Forgive Me) My Little Flower Princess (Lennon) – 2:28
4. Let Me Count the Way (Ono) – 2:17
5. Grow Old with Me (en) (Lennon) – 3:07
6. You're the One (Ono) – 3:56

Bonus de la réédition de 2001
1. Every Man Has a Woman Who Loves Him (Ono) - chanté par Lennon – 3:19
2. Stepping Out (Home Version) (Lennon) – 2:57
3. I'm Moving On (Ono) – 1:18
4. Interview avec John et Yoko (8 décembre 1980) – 22:05

## Classement
| Classement (1975)             | Meilleure position |
| ----------------------------- | ------------------ |
| Royaume-Uni (UK Albums Chart) | 3                  |
| États-Unis (Billboard)        | 11                 |
| France (IFOP)                 | 10                 |

## Fiche de production

### Interprètes
- John Lennon : chant, guitares
- Yoko Ono  : chant, piano
- Hugh McCracken : guitare
- Earl Slick : guitare
- John Tropea : guitare
- Elliot Randall : guitare
- Steve Love : guitare
- Tony Levin : basse
- Neil Jason : basse
- Wayne Pedziwiatr : basse
- Allan Schwartzberg : batterie
- Andy Newmark : batterie
- Yogi Horton : batterie
- George Small : piano
- Paul Griffin : piano
- Arthur Jenkins Jr. : percussions
- Jimmy Maelen : percussions
- Ed Walsh : synthétiseurs
- Pete Cannarozzi : synthétiseurs
- Howard Johnson : Saxophone Baryton
- Gordon Grozi, Kurt Yahjian, Carlos Alomar, Billy Alessi, Billy Alessi, Pete Thorn : chœurs